# Championnat NCAA de football américain 2017
Navigation
Édition précédente Édition suivante
Le Championnat NCAA de football américain 2017 est la saison 2017 du championnat de football américain universitaire de Division I (FBS) organisé par la NCAA aux États-Unis. Il rassemblera 128 équipes et débute le 26 août 2017. La saison régulière se terminera le 9 décembre 2017.
La saison se terminera le 8 janvier 2018 par la finale nationale (College Football Championship Game 2018) qui se déroulera au Mercedes-Benz Stadium d'Atlanta en Géorgie. Pour la quatrième année, les deux finalistes seront issus du tournoi réunissant les 4 meilleures équipes de la saison lesquelles seront désignées par le Comité du College Football Playoff.

## Changements

### Changements dans les conférences
| Équipes                          | Ancienne conférence    | Nouvelle conférence |
| -------------------------------- | ---------------------- | ------------------- |
| Chanticleers de Coastal Carolina | FCS Indépendants       | Sun Belt            |
| Blazers de l'UAB                 | (Pas d'équipe alignée) | C-USA               |

Chanticleers de Coastal Carolina sera dans sa deuxième année de transition vers la FBS. L'équipe ne sera pas éligible pour un bowl d'après saison régulière avant la saison 2018.
Les Vandals de l'Idaho et les Aggies de New Mexico State joueront leur dernière saison comme membre de la Sun Belt Conference. Idaho jouera également sa dernière saison au niveau FBS avant de rejoindre la FCS et la Big Sky Conference. New Mexico State tentera de devenir une équipe indépendante à partir de la saison 2018.

### Nouveaux stades et rénovations
Deux universités vont émigrer vers un nouveau stade pour la saison 2017 :
- Les Rams de Colorado State inaugureront le Sonny Lubick Field at Colorado State Stadium (en), stade de 41 000 places érigé dans le campus. Il remplacera le Sonny Lubick Field at Hughes Stadium utilisé par les Rams depuis 1968 et qui était situé en dehors du campus.
- Les Panthers de Georgia State quittent le Georgia Dome qui sera démoli pendant la saison 2017. Ils joueront au Georgia State Stadium. Ce stade dénommé à l'époque Centennial Olympic Stadium avait été construit et inauguré à l'occasion de Jeux olympiques d'été de 1996. Comme prévu, il a ensuite été utilisé par l'équipe de baseball des Braves d'Atlanta évoluant en Major League de Baseball. Légèrement transformé dans ce but, il change de nom et devient le Turner Field en 1997. Fin de saison 2016, les Braves émigrent vers le SunTrust Park. L'Université d'État de Géorgie achète le Turner Field mais aussi quelques propriétés contiguës dans le but d'augmenter la surface du campus. En configuration football américain, le stade a une capacité initiale de 23 000 places avec une possible extension à 33 000.

Quelques autres universités se préparent a terminer des modifications majeures à leurs stades pour la saison 2017 :
- Arizona State continue la rénovation du Sun Devil Stadium divisées en quatre étapes. La troisième phase, prévue pour être terminée avant le début de la saison 2017, comprend l'ajout d'un nouveau écran vidéo au-dessus de la zone nord.
- Coastal Carolina fera ses débuts en FBS dans un Brooks Stadium agrandi. Les travaux d'expansion du stade avaient débuté immédiatement après la saison 2015, quelques mois après que Coastal Carolina ait annoncé qu'elle rejoindrait la Sun Belt Conference dès 2016 pour les sports non-football et 2017 pour le football américain. Le lieu, qui ne pouvait accueillir auparavant que 9 200 personnes, a maintenant une capacité de 20 000 places.
- West Virginia termine les rénovations du stade Milan Puskar (coût d'environ 50 millions de dollars). Les travaux sur les entrées et les couloirs des côtés ouest et sud, y compris la rénovation des toilettes et l'augmentation des espaces réservés aux services de secours, devraient être terminés pour 2017, les travaux identiques ayant déjà été terminés en 2016 pour les côtés ouest et nord.

## Matchs particuliers
- Un récent changement de réglementation permet à l'équipe des Rainbow Warriors d'Hawaï, et aux équipes jouant contre elle, de jouer lors de la semaine 0 fin août[1] :
  - Hawaï jouera en déplacement le 26 août contre les Minutemen d'UMass (à noter que les deux équipes s'étaient rencontrées à Hawaï lors de leur dernier match de la saison 2016) ;
  - les Cougars de BYU accueilleront l'équipe de Division I FCS des Vikings de Portland State le 26 août ;
  - les Spartans de San Jose State accueilleront les Bulls de South Florida le 26 août ;
  - les Rams de Colorado State accueilleront les Beavers d'Oregon State le 26 août, premier match qui sera disputé dans le nouveau stade des Rams ;
  - les Cardinal de Stanford et les Owls de Rice joueront à Sydney le 26 août (27 août en heure locale) à l'occasion de la seconde Sydney Cup[2], c'est la deuxième année consécutive qu'une équipe de la Pacific-12 Conference se déplacera en Australie (victoire des Golden Bears de la Californie contre les Rainbow Warriors d'Hawaï pour la première Sydney Cup).

## Résultats de la saison régulière

### Classements des conférences
| American Athletic Conference                             |        |               |      |      |       |       |       |       |
| Équipe                                                   | Équipe | Équipe        | Conf | Conf | Total | Total | Total | Total |
| Équipe                                                   | Équipe | Équipe        | V    | D    | V     | D     |       |       |
| Eastern                                                  |        |               |      |      |       |       |       |       |
| #10                                                      | xy§    | UCF           | 8    | 0    | 12    | 0     |       |       |
| #23                                                      |        | South Florida | 6    | 2    | 9     | 2     |       |       |
|                                                          |        | Temple        | 4    | 4-   | 6     | 6     |       |       |
|                                                          |        | Cincinnati    | 2    | 6    | 4     | 8     |       |       |
|                                                          |        | Connecticut   | 2    | 6    | 3     | 9     |       |       |
|                                                          |        | East Carolina | 2    | 6    | 3     | 9     |       |       |
| Western                                                  |        |               |      |      |       |       |       |       |
| #19                                                      | xy     | Memphis       | 7    | 1    | 10    | 2     |       |       |
|                                                          |        | Houston       | 5    | 3    | 7     | 4     |       |       |
|                                                          |        | SMU           | 4    | 4    | 7     | 5     |       |       |
|                                                          |        | Navy          | 4    | 4    | 6     | 6     |       |       |
|                                                          |        | Tulane        | 3    | 5    | 5     | 7     |       |       |
|                                                          |        | Tulsa         | 1    | 7    | 2     | 10    |       |       |
| Finale de Conférence le 2 déc 2017 : Memphis 55 - 62 UCF |        |               |      |      |       |       |       |       |

| Atlantic Coast Conference                                 |        |                      |      |      |       |       |       |       |
| Équipe                                                    | Équipe | Équipe               | Conf | Conf | Total | Total | Total | Total |
| Équipe                                                    | Équipe | Équipe               | V    | D    | V     | D     |       |       |
| Atlantic                                                  |        |                      |      |      |       |       |       |       |
| #1                                                        | xy§^   | Clemson              | 7    | 1    | 12    | 1     |       |       |
|                                                           |        | North Carolina State | 6    | 2    | 8     | 4     |       |       |
|                                                           |        | Boston College       | 4    | 4    | 7     | 5     |       |       |
|                                                           |        | Louisville           | 4    | 4    | 8     | 4     |       |       |
|                                                           |        | Wake Forest          | 4    | 4    | 7     | 5     |       |       |
|                                                           |        | Florida State        | 3    | 5    | 6     | 6     |       |       |
|                                                           |        | Syracuse             | 2    | 6    | 4     | 8     |       |       |
| Coastal                                                   |        |                      |      |      |       |       |       |       |
| #11                                                       | xy     | Miami (FL)           | 7    | 1    | 10    | 2     |       |       |
| #22                                                       |        | Virginia Tech        | 5    | 3    | 9     | 3     |       |       |
|                                                           |        | Georgia Tech         | 4    | 4    | 5     | 6     |       |       |
|                                                           |        | Duke                 | 3    | 5    | 6     | 6     |       |       |
|                                                           |        | Pittsburgh           | 3    | 5    | 5     | 7     |       |       |
|                                                           |        | Virginia             | 3    | 5    | 6     | 6     |       |       |
|                                                           |        | North Carolina       | 1    | 7    | -     | 9     |       |       |
| Finale de Conférence le 2 déc 2017 : Clemson 38 - 3 Miami |        |                      |      |      |       |       |       |       |

| Big Ten Conference                                                |        |                |      |      |       |       |       |       |
| Équipe                                                            | Équipe | Équipe         | Conf | Conf | Total | Total | Total | Total |
| Équipe                                                            | Équipe | Équipe         | V    | D    | V     | D     |       |       |
| East                                                              |        |                |      |      |       |       |       |       |
| #5                                                                | xy§    | Ohio State     | 8    | 1    | 11    | 2     |       |       |
| #9                                                                |        | Michigan State | 7    | 2    | 10    | 2     |       |       |
| #18                                                               |        | Penn State     | 7    | 2    | 9     | 3     |       |       |
|                                                                   |        | Michigan       | 5    | 4    | 8     | 4     |       |       |
|                                                                   |        | Rutgers        | 3    | 6    | 4     | 8     |       |       |
|                                                                   |        | Indiana        | 2    | 7    | 5     | 7     |       |       |
|                                                                   |        | Maryland       | 2    | 7    | 4     | 8     |       |       |
| West                                                              |        |                |      |      |       |       |       |       |
| #6                                                                | xy     | Wisconsin      | 9    | 0    | 12    | 1     |       |       |
| #20                                                               |        | Northwestern   | 7    | 2    | 9     | 3     |       |       |
|                                                                   |        | Iowa           | 4    | 5    | 7     | 5     |       |       |
|                                                                   |        | Purdue         | 4    | 5    | 6     | 6     |       |       |
|                                                                   |        | Nebraska       | 3    | 6    | 4     | 8     |       |       |
|                                                                   |        | Minnesota      | 2    | 7    | 5     | 7     |       |       |
|                                                                   |        | Illinois       | 0    | 9    | 2     | 10    |       |       |
| Finale de Conférence le 2 déc 2017 : Ohio State 27 - 21 Wisconsin |        |                |      |      |       |       |       |       |

| Big 12 Conference                                         |        |                |      |      |       |       |       |       |
| Équipe                                                    | Équipe | Équipe         | Conf | Conf | Total | Total | Total | Total |
| Équipe                                                    | Équipe | Équipe         | V    | D    | V     | D     |       |       |
| #2                                                        | y§^    | Oklahoma       | 8    | 1    | 12    | 1     |       |       |
| #13                                                       | y      | TCU            | 7    | 2    | 10    | 3     |       |       |
| #17                                                       |        | Oklahoma State | 6    | 3    | 9     | 3     |       |       |
|                                                           |        | Iowa State     | 5    | 4    | 7     | 5     |       |       |
|                                                           |        | Kansas State   | 5    | 4    | 7     | 5     |       |       |
|                                                           |        | West Virginia  | 5    | 4    | 7     | 5     |       |       |
|                                                           |        | Texas          | 5    | 4    | 6     | 6     |       |       |
|                                                           |        | Texas Tech     | 3    | 6    | 6     | 6     |       |       |
|                                                           |        | Baylor         | 1    | 8    | 1     | 11    |       |       |
|                                                           |        | Kansas         | 0    | 9    | 1     | 11    |       |       |
| Finale de Conférence le 2 déc 2017 : Oklahoma 41 - 17 TCU |        |                |      |      |       |       |       |       |

| Conference USA                                                            |        |                  |      |      |       |       |       |       |
| Équipe                                                                    | Équipe | Équipe           | Conf | Conf | Total | Total | Total | Total |
| Équipe                                                                    | Équipe | Équipe           | V    | D    | V     | D     |       |       |
| East                                                                      |        |                  |      |      |       |       |       |       |
|                                                                           | xy§    | Florida Atlantic | 8    | 0    | 10    | 3     |       |       |
|                                                                           |        | FIU              | 5    | 3    | 8     | 4     |       |       |
|                                                                           |        | Marshall         | 4    | 4    | 7     | 5     |       |       |
|                                                                           |        | Western Kentucky | 4    | 4    | 6     | 6     |       |       |
|                                                                           |        | Middle Tennessee | 4    | 4    | 6     | 6     |       |       |
|                                                                           |        | Old Dominium     | 3    | 5    | 5     | 7     |       |       |
|                                                                           |        | Charlotte        | 1    | 7    | 1     | 11    |       |       |
| West                                                                      |        |                  |      |      |       |       |       |       |
|                                                                           | xy     | North Texas      | 7    | 1    | 9     | 4     |       |       |
|                                                                           |        | UAB              | 6    | 2    | 8     | 4     |       |       |
|                                                                           |        | Southern Miss    | 6    | 2    | 8     | 4     |       |       |
|                                                                           |        | Louisiana Tech   | 4    | 4    | 6     | 6     |       |       |
|                                                                           |        | UTSA             | 3    | 5    | 6     | 5     |       |       |
|                                                                           |        | Rice             | 1    | 7    | 1     | 11    |       |       |
|                                                                           |        | UTEP             | 0    | 8    | 0     | 12    |       |       |
| Finale de Conférence le 2 déc 2017 : Florida Atlantic 41 - 17 North Texas |        |                  |      |      |       |       |       |       |

| Mid-American Conference                                   |        |                    |      |      |       |       |       |       |
| Équipe                                                    | Équipe | Équipe             | Conf | Conf | Total | Total | Total | Total |
| Équipe                                                    | Équipe | Équipe             | V    | D    | V     | D     |       |       |
| East                                                      |        |                    |      |      |       |       |       |       |
|                                                           | xy     | Akron              | 6    | 2    | 7     | 6     |       |       |
|                                                           |        | Ohio               | 5    | 3    | 8     | 4     |       |       |
|                                                           |        | Miami (Ohio)       | 4    | 4    | 5     | 7     |       |       |
|                                                           |        | Buffalo            | 4    | 4    | 6     | 6     |       |       |
|                                                           |        | Bowling Green Ohio | 2    | 6    | 2     | 10    |       |       |
|                                                           |        | Kent State         | 1    | 7    | 2     | 10    |       |       |
| West                                                      |        |                    |      |      |       |       |       |       |
|                                                           | xy§    | Toledo             | 7    | 1    | 11    | 2     |       |       |
|                                                           |        | Central Michigan   | 6    | 2    | 8     | 4     |       |       |
|                                                           |        | Northern Illinois  | 6    | 2    | 8     | 4     |       |       |
|                                                           |        | Western Michigan   | 4    | 4    | 6     | 6     |       |       |
|                                                           |        | Eastern Michigan   | 3    | 5    | 5     | 7     |       |       |
|                                                           |        | Ball State         | 0    | 8    | 2     | 10    |       |       |
| Finale de Conférence le 2 déc 2017 : Akron 28 - 45 Toledo |        |                    |      |      |       |       |       |       |

| Mountain West Conference                                              |        |                 |      |      |       |       |       |       |
| Équipe                                                                | Équipe | Équipe          | Conf | Conf | Total | Total | Total | Total |
| Équipe                                                                | Équipe | Équipe          | V    | D    | V     | D     |       |       |
| Mountain                                                              |        |                 |      |      |       |       |       |       |
| #25                                                                   | xy§    | Boise State     | 7    | 1    | 10    | 3     |       |       |
|                                                                       |        | Colorado State  | 5    | 3    | 7     | 5     |       |       |
|                                                                       |        | Wyoming         | 5    | 3    | 7     | 5     |       |       |
|                                                                       |        | Air Force       | 4    | 4    | 6     | 6     |       |       |
|                                                                       |        | Utah State      | 4    | 4    | 5     | 7     |       |       |
|                                                                       |        | New Mexico      | 1    | 7    | 3     | 9     |       |       |
| West                                                                  |        |                 |      |      |       |       |       |       |
|                                                                       | xy     | Fresno State    | 7    | 1    | 9     | 4     |       |       |
|                                                                       |        | San Diego State | 6    | 2    | 10    | 2     |       |       |
|                                                                       |        | UNLV            | 4    | 4    | 5     | 7     |       |       |
|                                                                       |        | Nevada          | 3    | 5    | 3     | 9     |       |       |
|                                                                       |        | Hawaii          | 1    | 7    | 3     | 9     |       |       |
|                                                                       |        | San Jose State  | 1    | 7    | 2     | 11    |       |       |
| Finale de Conférence le 2 déc 2017 : Boise State 17 - 14 Fresno State |        |                 |      |      |       |       |       |       |

| Pac-12 Conference                                         |        |                  |      |      |       |       |       |       |
| Équipe                                                    | Équipe | Équipe           | Conf | Conf | Total | Total | Total | Total |
| Équipe                                                    | Équipe | Équipe           | V    | D    | V     | D     |       |       |
| North                                                     |        |                  |      |      |       |       |       |       |
| #15                                                       | xy     | Stanford         | 7    | 2    | 9     | 4     |       |       |
| #12                                                       | x      | Washington       | 7    | 2    | 10    | 2     |       |       |
| #21                                                       |        | Washington State | 6    | 3    | 9     | 3     |       |       |
|                                                           |        | Oregon           | 4    | 5    | 7     | 5     |       |       |
|                                                           |        | California       | 2    | 7    | 5     | 7     |       |       |
|                                                           |        | Oregon State     | 0    | 9    | 1     | 11    |       |       |
| South                                                     |        |                  |      |      |       |       |       |       |
| #8                                                        | xy§    | USC              | 8    | 1    | 11    | 2     |       |       |
|                                                           |        | Arizona State    | 6    | 3    | 7     | 5     |       |       |
|                                                           |        | Arizona          | 5    | 4    | 7     | 5     |       |       |
|                                                           |        | UCLA             | 4    | 5    | 6     | 6     |       |       |
|                                                           |        | Utah             | 3    | 6    | 6     | 6     |       |       |
|                                                           |        | Colorado         | 2    | 7    | 5     | 7     |       |       |
| Finale de Conférence le 2 déc 2017 : USC 31 - 28 Stanford |        |                  |      |      |       |       |       |       |

| Southeastern Conference (SEC)                              |        |                         |      |      |       |       |       |       |
| Équipe                                                     | Équipe | Équipe                  | Conf | Conf | Total | Total | Total | Total |
| Équipe                                                     | Équipe | Équipe                  | V    | D    | V     | D     |       |       |
| East                                                       |        |                         |      |      |       |       |       |       |
| #6                                                         | xy§    | Georgia                 | 7    | 1    | 11    | 1     |       |       |
|                                                            |        | South Carolina          | 5    | 3    | 8     | 4     |       |       |
|                                                            |        | Kentucky                | 4    | 4    | 7     | 5     |       |       |
|                                                            |        | Missouri                | 4    | 4    | 7     | 5     |       |       |
|                                                            |        | Florida                 | 3    | 5    | 4     | 7     |       |       |
|                                                            |        | Vanderbilt              | 1    | 7    | 5     | 7     |       |       |
|                                                            |        | Tennessee               | 0    | 8    | 4     | 8     |       |       |
| West                                                       |        |                         |      |      |       |       |       |       |
| #4                                                         | xy^[   | Auburn                  | 7    | 1    | 10    | 2     |       |       |
| #5                                                         | x      | Alabama                 | 7    | 1    | 11    | 1     |       |       |
| #17                                                        |        | LSU                     | 6    | 2    | 9     | 3     |       |       |
| #24                                                        |        | Mississippi State       | 4    | 4    | 8     | 4     |       |       |
|                                                            |        | Texas A&M               | 4    | 4    | 7     | 5     |       |       |
|                                                            |        | Ole Miss (Mississippi)* | 3    | 5    | 6     | 6     |       |       |
|                                                            |        | Arkansas                | 1    | 7    | 4     | 8     |       |       |
| Finale de Conférence le 2 déc 2017 : Georgia 28 - 7 Auburn |        |                         |      |      |       |       |       |       |

| Sun Belt Conference |        |                     |      |      |       |       |       |       |
| Équipe | Équipe | Équipe              | Conf | Conf | Total | Total | Total | Total |
| Équipe | Équipe | Équipe              | V    | D    | V     | D     |       |       |
| | †      | Troy                | 7    | 1    | 10    | 2     |       |       |
| | †      | Appalachian State   | 7    | 1    | 8     | 4     |       |       |
| |        | Arkansas State      | 6    | 2    | 7     | 4     |       |       |
| |        | Georgia State       | 5    | 3    | 6     | 5     |       |       |
| |        | New Mexico State    | 4    | 4    | 6     | 6     |       |       |
| |        | Louisiana-Lafayette | 4    | 4    | 5     | 7     |       |       |
| |        | Louisiana-Monroe    | 3    | 5    | 4     | 8     |       |       |
| |        | South Alabama       | 3    | 5    | 4     | 8     |       |       |
| |        | Idaho               | 2    | 6    | 3     | 9     |       |       |
| |        | Coastal Carolina*   | 2    | 6    | 2     | 10    |       |       |
| |        | Georgia Southern    | 1    | 7    | 2     | 10    |       |       |
| |        | Texas State         | 1    | 7    | 2     | 10    |       |       |
| * = Coastal Carolina est inéligible pour jouer un bowl d'après saison régulière conformément aux règles de transition FCS vers FBS. |        |                     |      |      |       |       |       |       |

| Independents |        |                     |       |       |
| Équipe       | Équipe | Équipe              | Total | Total |
| Équipe       | Équipe | Équipe              | V     | D     |
| #14          |        | Notre Dame          | 9     | 3     |
|              |        | Army                | 8     | 3     |
|              |        | UMass               | 4     | 8     |
|              |        | Brigham Young (BYU) | 4     | 9     |

# - Classement AP au 10 décembre 2017
^ – Participant au College Football Playoff 
§ – Champion de Conférence 
† – Co-champion de Conférence
x – Champion/co-champions de Division
y – Participant à la finale de conférence

### Finales de conférence
| Conférences                  | Stades                                                | Vainqueurs                                | Finalistes                             | Scores    |
| ---------------------------- | ----------------------------------------------------- | ----------------------------------------- | -------------------------------------- | --------- |
| American Athletic Conference | Spectrum Stadium, Orlando (Floride)                   | Knights d'UCF (Div. Est)                  | Tigers de Memphis (Div. Ouest)         | 62 2ET 55 |
| Atlantic Coast Conference    | Bank of America Stadium, Charlotte (Caroline du Nord) | Tigers de Clemson (Div. Atlantic)         | Hurricanes de Miami (Div. Coast)       | 38 - 03   |
| Big Ten Conference           | Lucas Oil Stadium, Indianapolis (Indiana)             | Buckeyes d'Ohio State (Div. Est)          | Badgers du Wisconsin (Div. Ouest)      | 27 - 21   |
| Big 12 Conference            | AT&T Stadium, Arlington (Texas)                       | Sooners de l'Oklahoma (1re tête de série) | Horned Frogs de TCU (2e tête de série) | 41 - 17   |
| Conference USA               | FAU Stadium, Boca Raton (Floride)                     | Owls de Florida Atlantic (Div. Est)       | Mean Green de North Texas (Div. Ouest) | 41 - 17   |
| Mid-American Conference      | Ford Field, Détroit (Michigan)                        | Rockets de Toledo (Div. Ouest)            | Zips d'Akron (Div. Est)                | 45 - 28   |
| Mountain West Conference     | Albertsons Stadium, Boise (Idaho)                     | Broncos de Boise State (Div. Mountain)    | Bulldogs de Fresno State (Div. Ouest)  | 17 - 14   |
| Pac-12 Conference            | Levi's Stadium, Santa Clara (Californie)              | Trojans d'USC (Div. Sud)                  | Cardinal de Stanford (Div. Nord)       | 31 - 28   |
| Southeastern Conference      | Mercedes-Benz Stadium, Atlanta (Géorgie)              | Bulldogs de la Géorgie (Div. Est)         | Tigers d'Auburn (Div. Ouest)           | 28 - 07   |

### Palmarès des conférences
| Conférence                   | Champion(s)                                          |
| ---------------------------- | ---------------------------------------------------- |
| American Athletic Conference | Knights d'UCF                                        |
| Atlantic Coast Conference    | Tigers de Clemson                                    |
| Big 12 Conference            | Sooners de l'Oklahoma                                |
| Big Ten Conference           | Buckeyes d'Ohio State                                |
| Conference USA               | Owls de Florida Atlantic                             |
| Mid-American Conference      | Rockets de Toledo                                    |
| Mountain West Conference     | Broncos de Boise State                               |
| Pac-12 Conference            | Trojans d'USC                                        |
| Southeastern Conference      | Bulldogs de la Géorgie                               |
| Sun Belt Conference          | - Mountaineers d'Appalachian State - Trojans de Troy |

### Classements
| Couleurs | Significations                        |
| -------- | ------------------------------------- |
| Or       | Équipe championne                     |
| Orange   | Équipes ayant participé aux play-offs |

| Place | Équipe                           | V–D  |
| ----- | -------------------------------- | ---- |
| 1er   | Tigers de Clemson                | 12–1 |
| 2e    | Sooners de l'Oklahoma            | 12–1 |
| 3e    | Bulldogs de la Géorgie           | 12–1 |
| 4e    | Crimson Tide de l'Alabama        | 11–1 |
| 5e    | Buckeyes d'Ohio State            | 11–2 |
| 6e    | Badgers du Wisconsin             | 12–1 |
| 7e    | Tigers d'Auburn                  | 10–3 |
| 8e    | Trojans d'USC                    | 11–2 |
| 9e    | Nittany Lions de Penn State      | 10–2 |
| 10e   | Hurricanes de Miami              | 10–2 |
| 11e   | Huskies de Washington            | 10–2 |
| 12e   | Knights d'UCF                    | 12–0 |
| 13e   | Cardinal de Stanford             | 9–4  |
| 14e   | Fighting Irish de Notre-Dame     | 9–3  |
| 15e   | Horned Frogs de TCU              | 10–3 |
| 16e   | Spartans de Michigan State       | 9–3  |
| 17e   | Tigers de LSU                    | 9–3  |
| 18e   | Cougars de Washington State      | 9–3  |
| 19e   | Cowboys d'Oklahoma State         | 9–3  |
| 20e   | Tigers de Memphis                | 10–2 |
| 21e   | Wildcats de Northwestern         | 9–3  |
| 22e   | Hokies de Virginia Tech          | 9–3  |
| 23e   | Bulldogs de Mississippi State    | 8–4  |
| 24e   | Wolfpack de North Carolina State | 8–4  |
| 25e   | Broncos de Boise State           | 10–3 |

| Place | Équipe                           | V–D       |
| ----- | -------------------------------- | --------- |
| 1er   | Crimson Tide de l'Alabama        | 13–1 (57) |
| 2e    | Bulldogs de la Géorgie           | 13–2      |
| 3e    | Sooners de l'Oklahoma            | 12–2      |
| 4e    | Tigers de Clemson                | 12–2      |
| 5e    | Buckeyes d'Ohio State            | 12–2      |
| 6e    | Knights d'UCF                    | 13–0 (4)  |
| 7e    | Badgers du Wisconsin             | 13–1      |
| 8e    | Nittany Lions de Penn State      | 11–2      |
| 9e    | Horned Frogs de TCU              | 11–3      |
| 10e   | Tigers d'Auburn                  | 10–4      |
| 11e   | Fighting Irish de Notre-Dame     | 10–3      |
| 12e   | Trojans d'USC                    | 11–3      |
| 13e   | Hurricanes de Miami              | 10–3      |
| 14e   | Cowboys d'Oklahoma State         | 10–3      |
| 15e   | Spartans de Michigan State       | 10–3      |
| 16e   | Huskies de Washington            | 10–3      |
| 17e   | Wildcats de Northwestern         | 10–3      |
| 18e   | Tigers de LSU                    | 9–4       |
| 19e   | Bulldogs de Mississippi State    | 9–4       |
| 20e   | Cardinal de Stanford             | 9–5       |
| 21e   | Bulls de South Florida           | 10–2      |
| 22e   | Broncos de Boise State           | 11–3      |
| 23e   | Wolfpack de North Carolina State | 9–4       |
| 24e   | Hokies de Virginia Tech          | 9–4       |
| 25e   | Tigers de Memphis                | 10–3      |

Ce classement est celui qui a été établi par le Comité de Sélection du College Football Playoff.
L'évolution au fil des semaines du classement CFP (ainsi que ceux des médias AP et USA Today Coaches) peut être visualisée sur la page Classements de la saison 2017 de NCAA (football américain).

## College Football Playoff
|  | Demi-finales                                                                              | Demi-finales                                                                              |                                                     |    | Finale                                                                                            | Finale                                                                                            |
|  | Demi-finales                                                                              | Demi-finales                                                                              |                                                     |    | Finale                                                                                            | Finale                                                                                            |
|  |                                                                                           |                                                                                           |                                                     |    |                                                                                                   |                                                                                                   |
|  | Sugar Bowl 2018 1er janvier 2018, Mercedes-Benz Superdome, La Nouvelle-Orléans, Louisiane | Sugar Bowl 2018 1er janvier 2018, Mercedes-Benz Superdome, La Nouvelle-Orléans, Louisiane |                                                     |    | College Football Championship Game 2018 8 janvier 2018, Mercedes-Benz Stadium, Atlanta, (Géorgie) | College Football Championship Game 2018 8 janvier 2018, Mercedes-Benz Stadium, Atlanta, (Géorgie) |
|  | Sugar Bowl 2018 1er janvier 2018, Mercedes-Benz Superdome, La Nouvelle-Orléans, Louisiane | Sugar Bowl 2018 1er janvier 2018, Mercedes-Benz Superdome, La Nouvelle-Orléans, Louisiane |                                                     |    | College Football Championship Game 2018 8 janvier 2018, Mercedes-Benz Stadium, Atlanta, (Géorgie) | College Football Championship Game 2018 8 janvier 2018, Mercedes-Benz Stadium, Atlanta, (Géorgie) |
|  | (#1) Tigers de Clemson                                                                    | 6                                                                                         |                                                     |    | College Football Championship Game 2018 8 janvier 2018, Mercedes-Benz Stadium, Atlanta, (Géorgie) | College Football Championship Game 2018 8 janvier 2018, Mercedes-Benz Stadium, Atlanta, (Géorgie) |
|  | (#1) Tigers de Clemson                                                                    | 6                                                                                         |                                                     |    | College Football Championship Game 2018 8 janvier 2018, Mercedes-Benz Stadium, Atlanta, (Géorgie) | College Football Championship Game 2018 8 janvier 2018, Mercedes-Benz Stadium, Atlanta, (Géorgie) |
|  | (#4) Crimson Tide de l'Alabama                                                            | 24                                                                                        |                                                     |    | College Football Championship Game 2018 8 janvier 2018, Mercedes-Benz Stadium, Atlanta, (Géorgie) | College Football Championship Game 2018 8 janvier 2018, Mercedes-Benz Stadium, Atlanta, (Géorgie) |
|  | (#4) Crimson Tide de l'Alabama                                                            | 24                                                                                        | (#4) Crimson Tide de l'Alabama (après prolongation) | 26 |                                                                                                   |                                                                                                   |
|  | Rose Bowl 2018 1er janvier 2018, Rose Bowl Pasadena, Californie                           |                                                                                           | (#4) Crimson Tide de l'Alabama (après prolongation) | 26 |                                                                                                   |                                                                                                   |
|  |                                                                                           | (#3) Bulldogs de la Géorgie                                                               | 23                                                  |    |                                                                                                   |                                                                                                   |
|  | (#2) Sooners de l'Oklahoma                                                                | (#3) Bulldogs de la Géorgie                                                               | 23                                                  | 48 |                                                                                                   |                                                                                                   |
|  | (#2) Sooners de l'Oklahoma                                                                |                                                                                           |                                                     | 48 |                                                                                                   |                                                                                                   |
|  | (#3) Bulldogs de la Géorgie (après 2 prolongations)                                       | 54                                                                                        |                                                     |    |                                                                                                   |                                                                                                   |
|  | (#3) Bulldogs de la Géorgie (après 2 prolongations)                                       | 54                                                                                        |                                                     |    |                                                                                                   |                                                                                                   |

## Bowls

### Bowls majeurs
| Bowl                              | Date             | Lieu                                        | Équipe 1              | Équipe 2                    | Score |
| --------------------------------- | ---------------- | ------------------------------------------- | --------------------- | --------------------------- | ----- |
| Goodyear Cotton Bowl Classic 2017 | 29 décembre 2017 | AT&T Stadium, Arlington, TX                 | Trojans d'USC         | Buckeyes d'Ohio State       | 07-24 |
| Playstation Fiesta Bowl 2017      | 30 décembre 2017 | University of Phoenix Stadium, Glendale, AZ | Huskies de Washington | Nittany Lions de Penn State | 28-35 |
| Capital One Orange Bowl 2017      | 30 décembre 2017 | Hard Rock Stadium, Miami Gardens, FL        | Hurricanes de Miami   | Badgers du Wisconsin        | 24-34 |
| Chick-fil-A Peach Bowl 2018       | 1er janvier 2018 | Mercedes-Benz Stadium Atlanta, GA           | Knights d'UCF         | Tigers d'Auburn             | 34-27 |

### Autres bowls
| Date     | Match                                       | Lieu                                             | Équipe                                                                   | Score     | Conférence      |
| -------- | ------------------------------------------- | ------------------------------------------------ | ------------------------------------------------------------------------ | --------- | --------------- |
| 16 Déc.  | R+L Carriers New Orleans Bowl               | Mercedes-Benz Superdome La Nouvelle-Orléans, LA  | Trojans de Troy (10–2) Mean Green de North Texas (8–4)                   | 50 30     | Sun Belt C-USA  |
| 16 Déc.  | AutoNation Cure Bowl                        | Camping World Stadium Orlando, FL                | Hilltoppers de Western Kentucky (6–6) Panthers de Georgia State (6–5)    | 17 27     | C-USA Sun Belt  |
| 16 Déc.  | Las Vegas Bowl                              | Sam Boyd Stadium Whitney, NV                     | Broncos de Boise State (10–3) Ducks de l'Oregon (7–5)                    | 38 28     | MW Pac-12       |
| 16 Déc.  | Gildan New Mexico Bowl                      | Dreamstyle Stadium Albuquerque, NM               | Thundering Herd de Marshall (7–5) Rams de Colorado State (7–5)           | 31 28     | C-USA MW        |
| 16 Déc.  | Raycom Media Camellia Bowl                  | Cramton Bowl Montgomery, AL                      | Red Wolves d'Arkansas State (7–4) Blue Raiders de Middle Tennessee (6–6) | 35 30     | Sun Belt C-USA  |
| 19 Déc.  | Cheribundi Tart Cherry Boca Raton Bowl      | FAU Stadium Boca Raton, FL                       | Owls de Florida Atlantic (10–3) Zips d'Akron (7–6)                       | 50 03     | C-USA MAC       |
| 20 Déc.  | DXL Frisco Bowl                             | Toyota Stadium Frisco, TX                        | Bulldogs de Louisiana Tech (6–6) Mustangs de SMU (7–5)                   | 51 10     | C-USA American  |
| 21 Déc.  | Bad Boy Mowers Gasparilla Bowl              | Tropicana Field St. Petersburg, FL               | Owls de Temple (6–6) Panthers de FIU (8–4)                               | 28 03     | American C-USA  |
| 22 Déc.  | Bahamas Bowl                                | Thomas Robinson Stadium Nassau, Bahamas          | Blazers de l'UAB (8–4) Bobcats de l'Ohio (8–4)                           | 06 41     | C-USA MAC       |
| 22 Déc.  | Famous Idaho Potato Bowl                    | Albertsons Stadium Boise, ID                     | Chippewas de Central Michigan (8–4) Cowboys du Wyoming (7–5)             | 14 37     | MAC MW          |
| 23 Déc.  | Birmingham Bowl                             | Legion Field Birmingham, AL                      | Red Raiders de Texas Tech (6–6) Bulls de South Florida (9–2)             | 34 38     | Big 12 American |
| 23 Déc.  | Lockheed Martin Armed Forces Bowl           | Amon G. Carter Stadium Fort Worth, TX            | Black Knights de l'Army (9–3) Aztecs de San Diego State (10–2)           | 42 35     | Indépendant MW  |
| 23 Déc.  | Dollar General Bowl                         | Ladd Peebles Stadium Mobile, AL                  | Rockets de Toledo (11–2) Mountaineers d'Appalachian State (8–4)          | 00 34     | MAC Sun Belt    |
| 24 Déc.  | Hawaii Bowl                                 | Aloha Stadium Honolulu, HI                       | Bulldogs de Fresno State (9–4) Cougars de Houston (7–4)                  | 33 27     | MW American     |
| 26 Déc.  | Cactus Bowl                                 | Chase Field Phoenix, AZ                          | Wildcats de Kansas State (7–5) Bruins d'UCLA (6–6)                       | 35 17     | Big 12 Pac-12   |
| 26 Déc.  | Quick Lane Bowl                             | Ford Field Détroit, MI                           | Huskies de Northern Illinois (8–4) Blue Devils de Duke (6–6)             | 14 36     | MAC ACC         |
| 26 Déc.  | Zaxby's Heart of Dallas Bowl                | Cotton Bowl Stadium Dallas, TX                   | Mountaineers de la Virginie-Occidentale (7–5) Utes de l'Utah (6–6)       | 14 30     | Big 12 Pac-12   |
| 27 Déc.  | Walk-On's Independence Bowl                 | Independence Stadium Shreveport, LA              | Seminoles de Florida State (6–6) Golden Eagles de Southern Miss (8–4)    | 42 13     | ACC C-USA       |
| 27 Déc.  | New Era Pinstripe Bowl                      | Yankee Stadium Bronx, NY                         | Hawkeyes de l'Iowa (7–5) Eagles de Boston College (7–5)                  | 27 20     | Big Ten ACC     |
| 27 Déc.  | Academy Sports + Outdoors Texas Bowl        | Cotton Bowl Stadium Dallas, TX                   | Longhorns du Texas (6–6) Tigers du Missouri (7–5)                        | 33 16     | Big 12 SEC      |
| 27 Déc.  | Foster Farms Bowl                           | Levi's Stadium Santa Clara, CA                   | Boilermakers de Purdue (6–6) Wildcats de l'Arizona (7–5)                 | 38 35     | Big Ten Pac-12  |
| 28 Déc.  | Military Bowl presented by Northrop Grumman | Navy-Marine Corps Memorial Stadium Annapolis, MD | Cavaliers de la Virginie (6–6) Midshipmen de la Navy (6–6)               | 07 49     | ACC American    |
| 28 Déc.  | Camping World Bowl                          | Camping World Stadium Orlando, FL                | Cowboys d'Oklahoma State (9–3) Hokies de Virginia Tech (9–3)             | 30 21     | Big 12 ACC      |
| 28 Déc.  | Valero Alamo Bowl                           | Alamodome San Antonio, TX                        | Cardinal de Stanford (9–4) Horned Frogs de TCU (10–3)                    | 37 39     | Pac-12 Big 12   |
| 28 Déc.  | San Diego County Credit Union Holiday Bowl  | SDCCU Stadium San Diego, CA                      | Spartans de Michigan State (9–3) Cougars de Washington State (9–3)       | 42 17     | Big Ten Pac-12  |
| 29 Déc.  | Belk Bowl                                   | Bank of America Stadium Charlotte, NC            | Demon Deacons de Wake Forest (7–5) Aggies du Texas (7–5)                 | 55 52     | ACC SEC         |
| 29 Déc.  | Hyundai Sun Bowl                            | Sun Bowl Stadium El Paso, TX                     | Sun Devils d'Arizona State (7–5) Wolfpack de North Carolina State (8–4)  | 32 51     | Pac-12 ACC      |
| 29 Déc.  | Franklin American Mortgage Music City Bowl  | Nissan Stadium Nashville, TN                     | Wildcats de Northwestern (9–3) Wildcats du Kentucky (7–5)                | 24 23     | Big Ten SEC     |
| 30 Déc.  | TaxSlayer Bowl                              | EverBank Field Jacksonville, FL                  | Cardinals de Louisville (8–4) Bulldogs de Mississippi State (8–4)        | 27 31     | ACC SEC         |
| 30 Déc.  | AutoZone Liberty Bowl                       | Liberty Bowl Memorial Stadium Memphis, TN        | Cyclones d'Iowa State (7–5) Tigers de Memphis (10–2)                     | 21 20     | Big 12 American |
| 30 Déc.  | NOVA Home Loans Arizona Bowl                | Arizona Stadium Tucson, AZ                       | Aggies de New Mexico State (6–6) Aggies d'Utah State (6–6)               | 26 2ET 20 | Sun Belt MW     |
| 1er Jan. | Outback Bowl                                | Raymond James Stadium Tampa, FL                  | Wolverines du Michigan (8–4) Gamecocks de la Caroline du Sud (8–4)       | 19 26     | Big Ten SEC     |
| 1er Jan. | Citrus Bowl presented by Overton's          | Camping World Stadium Orlando, FL                | Tigers de LSU (9–3) Fighting Irish de Notre-Dame (9–3)                   | 17 21     | SEC Indépendant |

### Statistiques des bowls par conférences
| Conférence     | # de Bowls | Gagné | Perdu | %     |
| -------------- | ---------- | ----- | ----- | ----- |
| SEC            | 11         | 5     | 6     | 0.455 |
| ACC            | 10         | 4     | 6     | 0.400 |
| Conference USA | 9          | 4     | 5     | 0.444 |
| Pac-12         | 9          | 1     | 8     | 0.111 |
| Big Ten        | 8          | 7     | 1     | 0.875 |
| Big 12         | 8          | 5     | 3     | 0.625 |
| AAC            | 7          | 4     | 3     | 0.571 |
| Mountain West  | 6          | 3     | 3     | 0.500 |
| MAC            | 5          | 1     | 4     | 0.200 |
| Sun Belt       | 5          | 4     | 1     | 0.800 |
| Indépendants   | 2          | 2     | 0     | 1.000 |

## Récompenses

### Trophée Heisman 2017
Le Trophée Heisman récompense le joueur universitaire «le plus remarquable».
| Joueurs finalistes | Équipes    | Postes | Points |
| ------------------ | ---------- | ------ | ------ |
| Baker Mayfield     | Oklahoma   | QB     | 2 398  |
| Bryce Love (en)    | Stanford   | RB     | 1 300  |
| Lamar Jackson      | Louisville | QB     | 793    |

### Autres trophées
| - Archie Griffin Award (MVP) : - McKenzie Milton (en), QB, UCF - Trophée Associated Press (meilleur joueur de la saison) : - Baker Mayfield, QB, Oklahoma - Chic Harley Award (meilleur joueur de la saison) : - Baker Mayfield, QB, Oklahoma - Maxwell Award (meilleur joueur de la saison) : - Baker Mayfield, QB, Oklahoma - Trophée Sporting News (meilleur joueur de la saison) : - Baker Mayfield, QB, Oklahoma - Walter Camp Award (meilleur joueur de la saison) : - Baker Mayfield, QB, Oklahoma - Burlsworth Trophy (meilleur joueur qui a commencé sa carrière au collège comme un « walk-on ») : - Luke Falk (en), QB, Washington State - Paul Hornung Award : - Saquon Barkley, RB/RS, Penn State - Campbell Trophy : - Micah Kiser, LB, Virginia - Wuerffel Trophy : - Courtney Love, LB, Kentucky Quarterback - Davey O'Brien Award (meilleur quarterback) : - Baker Mayfield, Oklahoma - Johnny Unitas Award (meilleur quarterback senior/4e année) : Finalistes : - Mason Rudolph, Oklahoma State - Kellen Moore Award (meilleur quarterback): - JT Barrett, Ohio State - Manning Award (meilleur quarterback) : - Baker Mayfield, Oklahoma - Sammy Baugh Trophy (meilleur quarterback à la passe) : - Mason Rudolph, Oklahoma State Running-back - Doak Walker Award (running-back) : - Bryce Love, Stanford - Jim Brown Trophy (running-back) : - Bryce Love, Stanford Wide-receiver - Fred Biletnikoff Award (wide-receiver) : - James Washington (wide receiver) (en), Oklahoma State - Paul Warfield Trophy (wide-receiver) : - Anthony Miller, Memphis | Tight-end - John Mackey Award (tight-end) : - Mark Andrews, Oklahoma - Award Ozzie Newsome (tight-end): - Mark Andrews, Oklahoma Lineman - Dave Rimington Trophy (center) : - Billy Price (en), Ohio State - Trophée Jim Parker (offensive lineman) : - Billy Price, Ohio State - Bronko Nagurski Trophy (meilleur joueur défensif) : - Bradley Chubb, NC State - Chuck Bednarik Award (meilleur joueur défensif) : - Minkah Fitzpatrick, Alabama - Trophée Lott (meilleur impact defensif) : - Josey Jewell, Iowa Defensive line - Bill Willis Award (defensive lineman) : - Christian Wilkins, Clemson - Dick Butkus Award (linebacker) : - Roquan Smith, Georgia - Jack Lambert Trophy (linebacker) : Finalistes : - Josey Jewell, Iowa - Ted Hendricks Award (defensive-end) : - Bradley Chubb, NC State Defensive-back - Jim Thorpe Award (defensive-back) : - Minkah Fitzpatrick, Alabama - Jack Tatum Trophy (defensive-back) : - Josh Jackson, Iowa - Lou Groza Award (kicker) : - Matt Gay, Utah - Peter Mortell Award (holder) : - Connor McGinnis (Oklahoma) - Vlade Award (kicker) : - Matt Gay, Utah - Ray Guy Award (punter) : - Michael Dickson, Texas - Jet Award (spécialiste des retours) : - Dante Pettis, Washington Autres prix - Trophée Outland (meilleur joueur de ligne intérieur, offensif ou défensif) : - Ed Oliver, Houston |